# Naterki
Naterki (niem. Nattern) – wieś w Polsce na Warmii położona koło Olsztyna w województwie warmińsko-mazurskim, w powiecie olsztyńskim, w gminie Gietrzwałd.
W latach 1975–1998 miejscowość administracyjnie należała do województwa olsztyńskiego.
We wsi znajdują się m.in.: tartak, stolarnia, pole golfowe (jedno z większych w Polsce), skansen maszyn rolniczych (m.in. z bogatą kolekcją kieratów – ponad 100 egzemplarzy oraz wiatrakiem typu koźlak). Nad Jeziorem Naterskim domy letniskowe, agroturystyka.
W miejscowości urządzane są festyny i inne imprezy. Do ważniejszych należy organizowany co roku mecz piłkarski „Polska-Niemcy” między drużynami z Naterek i reprezentacją dawnych mieszkańców wsi z Niemiec. Działają tu stowarzyszenia „Diament” i „Naterkowska Inicjatywa Kobiet”. Naterki znane są z 18 dołkowego pola golfowego – Mazury Golf and Country Club.
Nazwa wsi pochodzi od pruskiej nazwy żmii.

## Historia
Wieś powstała w 1349 r. na 20 włókach na prawie chełmińskim w pruskim polu osadniczym Gunlauke, kiedy to kapituła warmińska zleciła Prusowi Natusowi założenie wsi o nazwie Natursdorf nad jeziorem Swyntheynen, obecnie Świętajno Naterskie lub Jezioro Naterskie.
W 1647 r. wystawiono odnowiony dokument lokacyjny wsi na prośbę Michała Bruna. Kolejny raz, w 1688 wystawiono odnowiony dokument na prośbę sołtysa Franziskusa Materny (najwyraźniej poprzedni dokument uległ zniszczeniu).
W 1876 r. wybudowano stację kolejową Naterki, co przyczyniło się do rozwoju wsi. Szkołę wybudowano w 1901 r., wcześniej uczano w domach prywatnych. Szkoła funkcjonowała do lat 70’ XX wieku.

## Zabytki
- Majątek ziemski rodziny Hippel Zofijówka (w odległości 2 km od wsi), do dziś przetrwał częściowo układ parku z alejami i występującymi gatunkami drzew tj. lipy, dęby,
- Budynek szkoły,
- Budynki mieszkalne i gospodarcze,
- Kapliczki i krzyże przydrożne,
- Mogiły upamiętniające poległych w czasie II wojny światowej,
- Wiatrak,
- Skansen maszyn rolniczych p. Dramińskiego